# Луговатский сельсовет
Луговатский сельсовет - сельское поселение в Енисейском районе Красноярского края.
Административный центр - деревня Безымянка.

## Население
| 2010 | 2012 | 2013 | 2014 | 2015 | 2016 | 2017 |
| ---- | ---- | ---- | ---- | ---- | ---- | ---- |
| 584  | ↗590 | ↗599 | ↗607 | ↗609 | ↗614 | ↗621 |

## Состав сельского поселения
В состав сельского поселения входят 3 населённых пункта:
| № | Населённый пункт     | Тип населённого пункта          | Население |
| - | -------------------- | ------------------------------- | --------- |
| 1 | Александровский Шлюз | посёлок                         | ↘128      |
| 2 | Безымянка            | деревня, административный центр | ↗452      |
| 3 | Луговатка            | село                            | ↘34       |

## Местное самоуправление
Луговатский сельский Совет депутатов
Дата избрания: 14.03.2010. Срок полномочий: 4 года. Количество депутатов:  7
Глава муниципального образования
- Зебзеев Петр Фомич. Дата избрания: 14.03.2010. Срок полномочий: 4 года